# Paul Andries Van der Byl
Paul Andries van der Bijl (23 de mayo de 1888-1939) fue un micólogo sudafricano, conocido por su obra sobre poliporos u hongos en repisa. Provenía de una familia de granjeros en el Distrito de Paarl, en Sudáfrica, graduándose en 1909, por la Universidad de Stellenbosch (en esa época Victoria College). En 1911, van der Bijl fue designado micólogo y fitopatólogo en la South African National Collection of Fungi.
En 1915, comandó el nuevo Laboratorio de fitopatología del National Herbarium. En 1921, se convirtió en el primer profesor de fitopatología en Sudáfrica, en la Universidad de Stellenbosch. Stefanus Johannes Du Plessis (1908-1995) fue estudiante de él. Su apellido a veces aparece como "Van der Byl".

## Honores
- 1914: propuesto como miembro de la Sociedad linneana de Londres.[4]

## Algunas publicaciones
- Van der Bijl PA. (1916). «Note on Polyporus lucidus Leyss., and its effect on the wood of the willow». South African Journal of Science 13: 506-515.
- Van der Bijl PA. (1917). «Fomes applanatus (Pers.) Wallr. in South Africa, and its effect on the wood of Black ironwood trees (Olea laurofolia)». South African Journal of Science 14: 485-492.
- Van der Bijl PA. (1921). «Note on Lysurus woodii (MacOwan), Lloyd». Transactions of the Royal Society of South Africa 9 (2): 191-193. doi:10.1080/00359192109520209.
- Van der Bijl PA. (1921). «South African Xylarias occurring around Durban, Natal». Transactions of the Royal Society of South Africa 9 (2): 181-183. doi:10.1080/00359192109520206.
- Van der Bijl PA. (1921). «The genus Tulostoma in South Africa». Transactions of the Royal Society of South Africa 9 (2): 185-186. doi:10.1080/00359192109520207.
- Van der Bijl PA. (1922). «A contribution to our understanding of the Polyporaceae of South Africa». South African Journal of Science: 243-293.
- Van der Bijl PA. (1922). Some South African stereums 10 (1). pp. 151-157. doi:10.1080/00359192209519276.
- Van der Bijl PA. (1924). Descriptions of additional South African Polyporeae" in  South African Journal of Science 21. pp. 308-313.